# 김소연 (배드민턴 선수)
김소연(1982년 7월 21일~)은 대한민국의 배드민턴 선수이다.